# Dianthus corymbosus
Dianthus corymbosus är en nejlikväxtart som beskrevs av James Edward Smith. Dianthus corymbosus ingår i släktet nejlikor, och familjen nejlikväxter. Inga underarter finns listade i Catalogue of Life.